# Schorstedt
Schorstedt là một đô thị thuộc huyện Stendal, bang Sachsen-Anhalt, Đức. Đô thị Schorstedt có diện tích 15 km², dân số thời điểm ngày 31 tháng 12 năm 2006 là 297 người.